# إليس لوري
إليس لوري هو سياسي أسترالي، ولد في 19 يونيو 1907 في Lorn, New South Wales ‏ في أستراليا، وتوفي في 13 ديسمبر 1978 في روكامبتون في أستراليا. نشط حزبياً في الحزب الوطني الأسترالي. وقد انتخب عضو مجلس الشيوخ الأسترالي ‏ عن دائرة كوينزلاند ‏ (1 يوليو 1965 – 11 نوفمبر 1975).